# Amauromyza gigantissima
Amauromyza gigantissima är en tvåvingeart som beskrevs av Spencer 1959. Amauromyza gigantissima ingår i släktet Amauromyza och familjen minerarflugor. Inga underarter finns listade i Catalogue of Life.